# Fledermausquartier Wiesenburg
Fledermausquartier Wiesenburg este o arie protejată (arie specială de conservare — SAC, sit de importanță comunitară — SCI) din Germania întinsă pe o suprafață de 0,24 ha, integral pe uscat.

## Localizare
Centrul sitului Fledermausquartier Wiesenburg este situat la coordonatele 52°06′55″N 12°27′08″E / 52.1153°N 12.4522°E.

## Înființare
Situl Fledermausquartier Wiesenburg a fost declarat sit de importanță comunitară în martie 2004.

## Biodiversitate
Situată în ecoregiunea continentală, aria protejată nu include niciun habitat protejat.
La baza desemnării sitului se află mai multe specii protejate de  mamifere (3): liliac cârn (Barbastella barbastellus), liliac cu urechi mari (Myotis bechsteinii), liliac comun (Myotis myotis).